# Viktor Mazin
Viktor Ivanovitch Mazin (em russo:  Виктор Иванович Мазин; Oblast de Tchita, 18 de abril de 1954 — 8 de janeiro de 2022) foi um cazaque, campeão mundial e olímpico em halterofilismo, pela União Soviética.
Participou dos Jogos Olímpicos de Moscou 1980, que contou como Campeonato Mundial também. Levantou um total de 290 kg (130 no arranque e 160 no arremesso), e ficou com ouro, a frente do búlgaro Stefan Dimitrov, com 287,5 kg (127,5+160), na categoria até 60 kg.
Ele ficara com a prata na Spartakiada de 1979, o ouro foi de Nikolai Kolesnikov, na categoria até 60 kg.
Quadro de recordes
Definiu cinco recordes mundiais, dois no arranque, um no arremesso e dois no total combinado, na categoria até 60 kg. Seus recordes foram:
| Data     | Disciplina | Marca    | Classe de peso | Lugar  |
| -------- | ---------- | -------- | -------------- | ------ |
| 5.7.1980 | Arranque   | 131,5 kg | –60 kg         | Moscou |
| 5.7.1980 | Arranque   | 132,5 kg | –60 kg         | Moscou |
| 5.7.1980 | Arremesso  | 167 kg   | –60 kg         | Moscou |
| 5.7.1980 | Total      | 295 kg   | –60 kg         | Moscou |
| 6.7.1980 | Total      | 297,5 kg | –60 kg         | Moscou |

Mazin morreu em 8 de janeiro de 2022, aos 67 anos de idade.